# Xylota picea
Xylota picea là một loài ruồi trong họ Ruồi giả ong (Syrphidae). Loài này được Matsumuru miêu tả khoa học đầu tiên năm. Xylota picea phân bố ở vùng Cổ Bắc giới